# 巨天鵝
巨天鵝又译法氏天鹅，是一種生存於更新世中期 馬爾他與西西里 的已滅絕大型天鵝，體型較現存的疣鼻天鵝至少大上三分之一，體長約可達190至210 cm（75至83英寸）（現存疣鼻天鵝體長則約145至160 cm（57至63英寸））。透過與現存天鵝骨骼的比較，巨天鵝的體重估計可達16（35磅）、翼展約3米（9.8英尺），站立時高度可超過棲息於同島嶼上的歐洲矮象。不過這樣的體型意味著巨天鵝可能不具有飛行能力。巨天鵝在島上開始有大量人類活動干擾前即滅絕（參見 全新世滅絕事件），因此牠們的滅絕主因被認為是來自劇烈的氣候變遷或是遭遇無法抵禦的掠食者及競爭者。巨天鵝的骨架化石目前展示於馬爾他比爾澤布賈的加爾·達拉姆洞穴博物館。